# Полигонный переулок (Ломоносов)
Полиго́нный переу́лок — переулок в городе Ломоносове Петродворцового района Санкт-Петербурга. Проходит от Ораниенбаумского проспекта до улицы Победы.
Переулок как дорога появился после 1982—1983 годов, когда вдоль его северной стороны были построены жилые дома (№ 36, корпуса 1 и 2, по улице Победы и 49, корпус 1, по Ораниенбаумскому проспекту).
Название Полигонный переулок было присвоено 10 декабря 2009 года в связи с тем, что в 1904—1918 годах поблизости располагался Ружейный полигон Ораниенбаумской офицерской стрелковой школы, а также для сохранения названия, прежде существовавшего в этом районе (см. ниже).
Согласно проекту планировки, Полигонный переулок планируется продлить до Михайловской улицы.

## Интересный факт
В прошлом в Ломоносове существовал другой Полигонный переулок. Он располагался у пересечения Ораниенбаумского проспекта и улицы Федюнинского. Название существовало с 1950-х до 1982 года.